# Overnight Sensation
Overnight Sensation – czternasty album studyjny brytyjskiego zespołu Motörhead, wydany 15 października 1996 roku nakładem wytwórni muzycznej SPV GmbH. Został nagrany w 1996 roku w Ocean Studios i Track House Recording Studio. Nagrania były promowane teledyskiem do utworu „I Don’t Believe A Word”.

## Lista utworów
Opracowano na podstawie materiału źródłowego:
| Nr  | Tytuł utworu               | Autorzy                          | Długość |
| --- | -------------------------- | -------------------------------- | ------- |
| 1.  | „Civil War”                | Campbell, Kilmister, Dee, Max Ax | 03:02   |
| 2.  | „Crazy Like a Fox”         | Campbell, Kilmister, Dee         | 04:32   |
| 3.  | „I Don’t Believe a Word”   | Campbell, Kilmister, Dee         | 06:31   |
| 4.  | „Eat the Gun”              | Campbell, Kilmister, Dee         | 02:13   |
| 5.  | „Overnight Sensation”      | Campbell, Kilmister, Dee         | 04:10   |
| 6.  | „Love Can’t Buy You Money” | Campbell, Kilmister, Dee         | 03:06   |
| 7.  | „Broken”                   | Campbell, Kilmister, Dee         | 04:34   |
| 8.  | „Them Not Me”              | Campbell, Kilmister, Dee         | 02:47   |
| 9.  | „Murder Show”              | Campbell, Kilmister, Dee         | 03:03   |
| 10. | „Shake the World”          | Campbell, Kilmister, Dee         | 03:29   |
| 11. | „Listen to Your Heart”     | Kilmister                        | 03:45   |
|     |                            |                                  | 41:12   |

## Twórcy
Opracowano na podstawie materiału źródłowego.
| Zespół Motörhead w składzie - Lemmy Kilmister – gitara basowa, śpiew, harmonijka ustna, gitara akustyczna - Philip Campbell – gitara elektryczna - Mikkey Dee – perkusja |  | Inni - Dewayne Baron, Evan Levy, James Ornelas - inżynieria dźwięku - Dan Hersch - mastering - Duane Barron, Ryan Dorn - miksowanie, produkcja muzyczna - Howard Benson – produkcja muzyczna |

## Listy sprzedaży
| Lista                   | Kraj      | Pozycja |
| ----------------------- | --------- | ------- |
| Media Control Charts    | Niemcy    | 71      |
| Sverigetopplistan       | Szwecja   | 60      |
| Suomen virallinen lista | Finlandia | 39      |